# Jerson Ravelo
Jerson Ravelo (født 30 Jul 1977 i San Cristobal) er en bokser fra Den Dominikanske Republik, der repræsenterede sit hjemland i 2000 Sommer-OL i Sydney i mændenes 75 kg Division.
Jerson Ravelo bor i øjeblikket i Newark, NJ med sin søn Jerson Jr. 
Ravelo blev i 1998 National Golden Gloves-mellemvægtmester. Ravelo repræsenterede også Den Dominikanske Republik i mellemvægt i De Olympiske Lege i Sydney, men blev elimineret i 1. omgang af Paul Miller i Australien, på en 8-7 beslutning.
I 2006 underskrev Jerson en salgsfremmende kontrakt med The Contender Group. "They care about their fighters," sagde Ravelo. "They're not trying to make a quick buck out of a fighter, they're looking long term." 
Det næste punkt på dagsordenen var et opgør med daværende ubesejrede Allan Green i Tulsa, Oklahoma den 14. oktober 2006. Jerson blev stoppet i ottende omgang. Under kampen, fik Ravelo en anden skade på sin højre hånd.
Jerson mødte Andre Ward den 20. juni 2008 i Georgetown i Cayman Islands om den ledige WBO Nabo Supermellemvægttitel. Ward dominerede Ravelo i størstedelen af kampen på vej til en TKO sejr i ottende omgang, og vandt den ledige WBO Nabo Supermellemvægttitel. 